# Hunt Museum
Pour les articles homonymes, voir Hunt.
Le Hunt Museum (en irlandais : Iarsmalann Hunt) est un musée de la ville de Limerick, en Irlande. Le Hunt Museum conserve la collection personnelle donnée par la famille Hunt, il était à l'origine situé à l'Université de Limerick, avant d'être déplacé à son emplacement actuel dans le bureau des douanes georgien en 1997. La douane est située sur la Rutland Street sur les rives de la rivière Shannon à son confluent avec la rivière Abbey. La collection du musée comprend des œuvres d'artistes et de designers notables tels que Pablo Picasso, Jack B. Yeats et Sybil Connolly, ainsi que des objets historiques distinctifs tels que la mitre et la crosse O'Dea.

## Histoire
En tant qu'antiquaires et conseillers de collectionneurs, John et Gertrude Hunt ont bâti une entreprise florissante et ont également commencé à acquérir des pièces qui reflétaient leurs propres intérêts et curiosité plutôt qu'à des fins commerciales. Vers la fin de la vie de John, ils deviennent de plus en plus conscients de l'ampleur de leur collection et souhaitent qu'elle reste intacte. Ils commencé alors à lui chercher un foyer permanent. Ils rencontrent le professeur Patrick Doran de l'Institut national de l'enseignement supérieur (aujourd'hui Université de Limerick) et le Dr Edward Walsh, président de l'Institut, qui acceptent d'héberger temporairement une partie substantielle de la collection. Le musée Hunt y ouvre ses portes en 1978 dans une salle d'exposition à la muséographie conçu par l'architecte Arthur Gibney.
Au cours de cette période, le gouvernement irlandais décline l'offre de la collection Hunt et il devient donc de plus en plus urgent de trouver un lieu convenable et un propriétaire pour assumer la responsabilité des artefacts. Le Hunt Museums Trust est créé en 1974 pour conserver la collection et la propriété de Craggaunowen (une tour de quatre étages du XVIe siècle, typique de l'Irlande médiévale tardive, achetée et restaurée par John et Gertrude Hunt) en fiducie au nom du peuple d'Irlande. La fiducie crée The Hunt Museum Ltd., dont le seul but est la création d'une résidence permanente pour le musée. Sous la présidence du Dr Tony Ryan, cette société fournit le travail nécessaire pour créer le musée tel que nous le voyons aujourd'hui. Un partenariat public-privé impliquant l'Université de Limerick, Shannon Development, Limerick Corporation et le Département des arts, du patrimoine, du Gaeltacht et des îles ainsi que des commerces locaux, permet de rassembler des fonds pour une ancienne douane du XVIIIe siècle de la ville de Limerick et pour restaurer et rénover le bâtiment aux normes internationales des musées. Le musée est officiellement inauguré par le Taoiseach John Bruton le 14 février 1997. Ni John ni Gertrude Hunt n'ont vécu assez longtemps pour voir leur rêve se réaliser.

## Bureau de douane

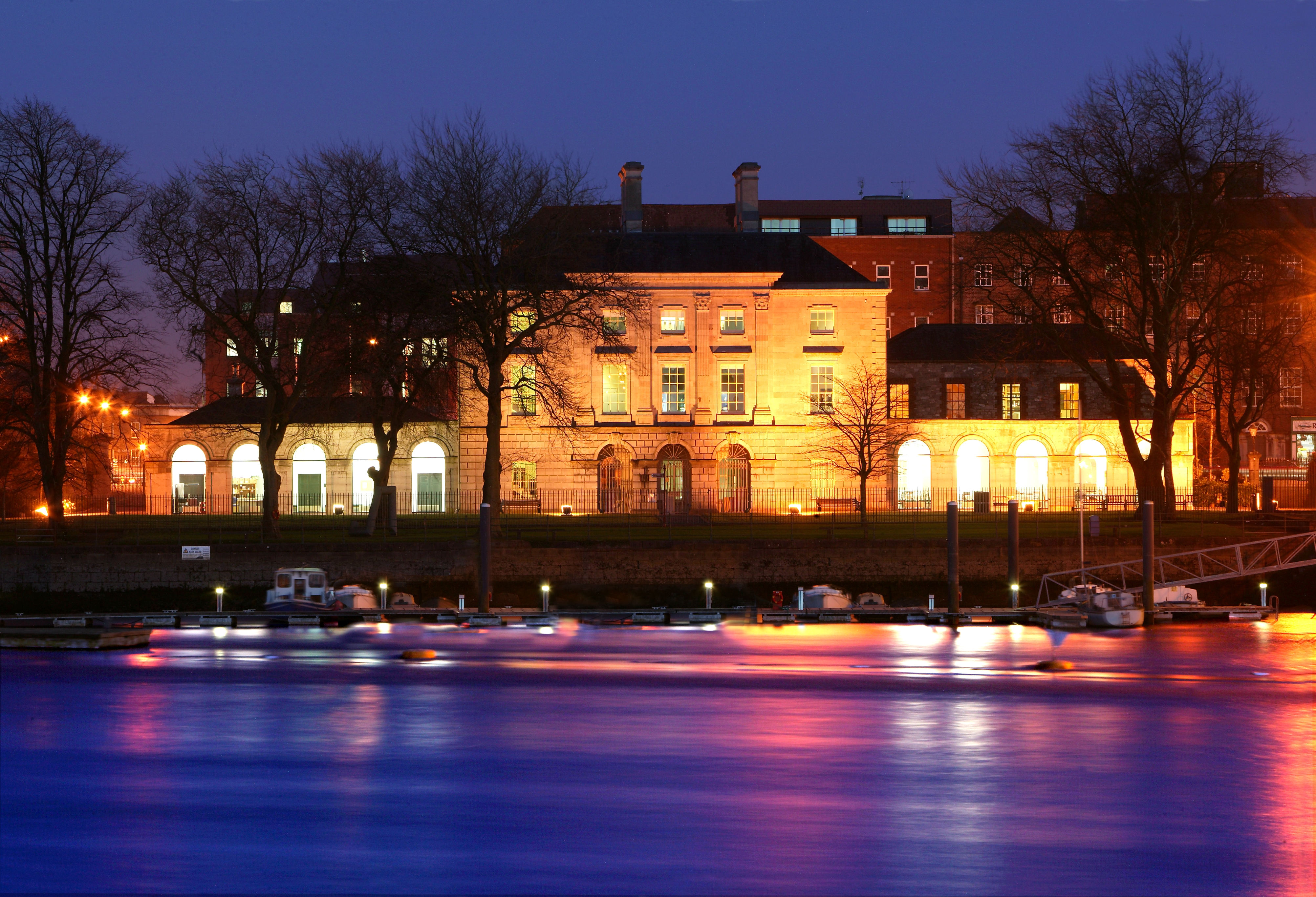
Vue de près de l'avant de la douane de Clancy's Strand.

Le bureau de douane est considéré comme le bâtiment du XVIIIe siècle le plus distingué à Limerick. Contrairement aux autres bâtiments géorgiens de la ville, l'extérieur du bâtiment est en pierre calcaire plutôt qu'en brique rouge. Il s'agit d'un élégant bâtiment de style palladien conçu par l'architecte italien Davis Ducart en 1765,. La « Captain's Room » et le « Red Staircase » sont des exemples élégants de l'architecture géorgienne dans le bâtiment et témoignent de l'optimisme que la ville a connu pendant la période de développement et d'expansion à la fin du XVIIIe siècle. Ducart a également conçu plusieurs autres bâtiments de style palladien en Irlande, notamment Castletown Cox dans le comté de Kilkenny et Florence Court dans le comté de Fermanagh. La douane de Limerick était le centre administratif des commissaires au revenu (y compris les douanes et l'accise) à Limerick ainsi que la maison du percepteur des douanes au XVIIIe siècle. Dans les années 1840, avec l'introduction d'un nouveau système postal, un Penny Post Office a été ouvert dans le bureau de la douane.
L' Office des travaux publics (OPW) mène la restauration et la rénovation majeures du bâtiment jusqu'en 1996. La douane ouvre ses portes en tant que musée le 14 février 1997. L'anniversaire de l'ouverture est célébré chaque année en tant que « journée portes ouvertes » avec entrée gratuite, conférences, visites, ateliers et autres activités.

## Collection
Le Hunt Museum possède environ 2 500 artefacts différents, d'Irlande et de l'étranger. Les pièces les plus anciennes proviennent de l'Irlande de l'âge de pierre et de l'Égypte ancienne. La collection comprend la croix d'Antrim (une croix en bronze coulé et émail du début du IXe siècle), des robes de la designer irlandaise Sybil Connolly, des dessins de Picasso et un dessin d'un cheval en bronze pour un grand monument autrefois considéré de Léonard de Vinci. Le cheval de bronze est similaire au Cheval d'élevage avec guerrier mais sa provenance a été réfutée en 2009. Une partie de la collection Hunt est également exposée dans le propriété proche de Craggaunowen dans le comté de Clare.

### Objets religieux
John Hunt était extrêmement intéressé par l'art et les artefacts paléochrétiens et les a largement collectés. La collection du musée contient de nombreux objets religieux, des chapelets aux statues de tailles différentes, non seulement de l'Irlande mais de toute l'Europe. La salle du trésor des musées abrite un grand nombre de ces objets et parmi les artefacts de cette salle se trouvent les magnifiques croix d'Arthur et calice d'Arthur. On trouve également dans la collection d'importantes pièces chrétiennes médiévales telles que la croix d'Antrim, la cloche Cashel et le crucifix Hohenzollern.